# Montagoudin
Montagoudin – miejscowość i gmina we Francji, w regionie Nowa Akwitania, w departamencie Żyronda.
Według danych na rok 1990 gminę zamieszkiwało 160 osób, a gęstość zaludnienia wynosiła 48 osób/km² (wśród 2290 gmin Akwitanii Montagoudin plasuje się na 1016. miejscu pod względem liczby ludności, natomiast pod względem powierzchni na miejscu 1522.).